# Žovkva
Žovkva (in ucraino Жовква?, in polacco Żółkiew, yiddish: זאָלקוואַ, in russo Жо́лква?, Žolkva) è una città dell'Ucraina (13 852 abitanti) situata nel distretto di Leopoli, nell'oblast' di Leopoli. Ospita l'amministrazione della comunità territoriale di Žovkva, una delle comunità territoriali dell'Ucraina.
Fino al 18 luglio 2020 Žovkva era il centro amministrativo del distretto di Žovkva, abolito come parte della riforma amministrativa dell'Ucraina, che ha ridotto a sette il numero dei distretti dell'oblast' di Leopoli. L'area del distretto di Žovkva è stata fusa nel distretto di Leopoli.

## Storia
Il luogo dove è edificata la città è stata abitata sin dal XIV secolo. L'attuale insediamento venne fondato come città privata nel 1594 dall'etmano Stanisław Żółkiewski, il quale la chiamò Żółkiew. Concepita come una cittadella fortificata, come la vicina Zamość, venne costruita seguendo la progettazione della città ideale tipicamente rinascimentale. Grazie alla sua posizione strategica, all'intersezione di due importanti rotte commerciali, la città prosperò rapidamente. Fu popolata da comunità polacche, ebree, ucraine ed armene. Nel 1603 il re Sigismondo III Vasa conferì a Żółkiew i diritti cittadini. Nel XVII secolo fu la residenza reale di Giovanni III Sobieski, re di Polonia, e divenne un importante centro di vita religiosa, artistica e commerciale. 
Nel 1676, il re di Francia, Luigi XIV, visitò Żółkiew e conferì al re polacco l'Ordine dello Spirito Santo.
In quanto città privata, Żółkiew era di proprietà dei Żółkiewski, dei Daniłowicz, dei Sobieski e dei Radziwiłł. Durante questo periodo furono costruiti la maggior parte dei monumenti della città, tra cui il castello, la chiesa di San Lorenzo, entrambi fondati da Stanisław Żółkiewski, la chiesa domenicana, fondata da Teofila Sobieska, la Grande Sinagoga simile a una fortezza, co-finanziata dal re Giovanni III Sobieski, la chiesa di San Lazzaro fondata dal principe Giacomo Luigi Sobieski e la chiesa della Santissima Trinità, fondata dal principe Konstanty Władysław Sobieski.

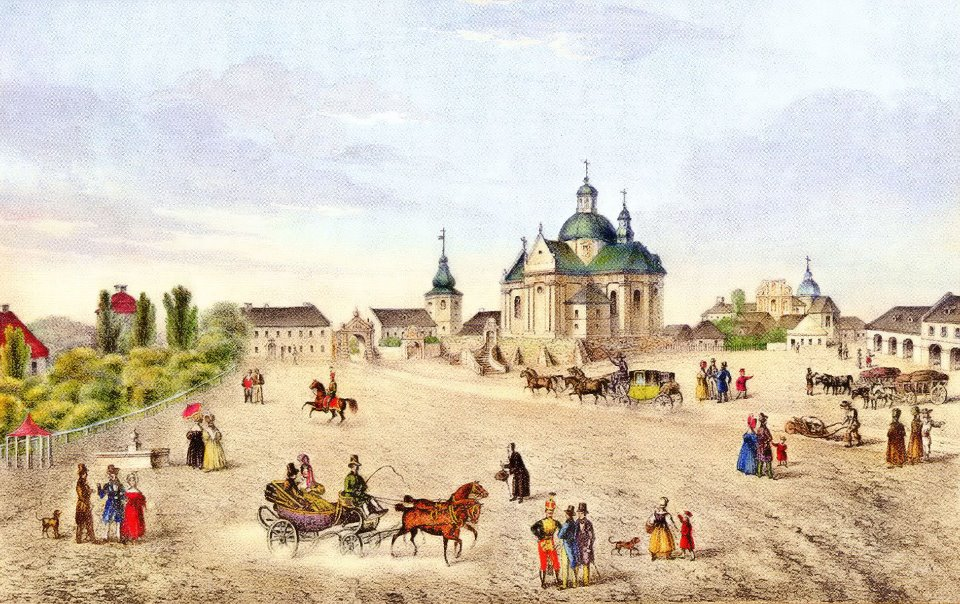
Disegno della piazza centrale di Žovkva con la chiesa di San Lorenzo.

In seguito alla prima spartizione della Polonia del 1772 la città fu annessa all'Austria, e divenne parte del distretto con lo stesso nome all'interno del Regno di Galizia e Lodomiria. Con la proclamazione d'indipendenza della Repubblica Nazionale dell'Ucraina Occidentale il 1º novembre 1918, Žovkva divenne sede di contea. Contesa tra polacchi, sovietici ed ucraini, la cittadina fu definitivamente assegnata alla rinata Polonia dalla pace di Riga del 1921. Inclusa all'interno del voivodato di Leopoli, divenne capoluogo dell'omonimo powiat. Nel periodo interbellico fu sede del 6º reggimento di cavalleria dell'esercito polacco.
Nel 1939, in seguito all'invasione sovietica della Polonia, Żółkiew, insieme al resto della Kresy polacca, fu occupata dall'Armata Rossa. I sovietici distrussero la statua del re Giovanni III Sobieski, situata di fronte al municipio, e la statua dell'atamano fondatore della città Stanisław Żółkiewski, situata nel parco. Nel giugno 1941, i sovietici giustiziarono 34 persone, tra ucraini e polacchi, in una prigione organizzata nel castello. La strage s'inserisce all'interno dei massacri di prigionieri orchestrati dall'NKVD.
Dal 1941 al 1944 Žovkva fu occupata dai tedeschi. All'inizio dell'occupazione gli ebrei erano circa 4500 ed erano quasi la metà della popolazione cittadina. Meno di 100 ebrei sopravvissero all'Olocausto. Nel 1942, i tedeschi, assistiti dalla polizia ucraina, deportarono 3.200 ebrei nel campo di sterminio di Bełżec. Molti altri furono uccisi dai nazisti, assistiti dalla polizia ucraina, nelle vicinanze della città, mentre gli altri furono portati nel campo di concentramento di Janowska. La sinagoga fu fatta esplodere nel 1941.
Dal luglio 1944 fu nuovamente occupata dai sovietici e nel 1945 fu annessa all'Unione Sovietica. Entrò a far parte della RSS Ucraina nel 1944. Come risultato delle azioni sia dei nazionalisti ucraini dell'UPA che dei sovietici, quasi tutti i polacchi lasciarono la città tra il 1944 ed il 1946. Nel 1951 la città fu ribattezzata Nesterov dal nome dell'aviatore della prima guerra mondiale Pëtr Nikolaevič Nesterov che divenne il primo a eseguire speronamenti aerei nella storia dell'aviazione vicino a Žovkva nel 1914. Il toponimo Žovkva, che è la versione ucraina dello storico nome polacco, è stato ripristinato nel 1992, dopo l'indipendenza dell'Ucraina dall'Unione Sovietica.
Fino al 18 luglio 2020 fu sede dell'omonimo distretto, ora unito a quello di Leopoli.

## Monumenti e luoghi d'interesse

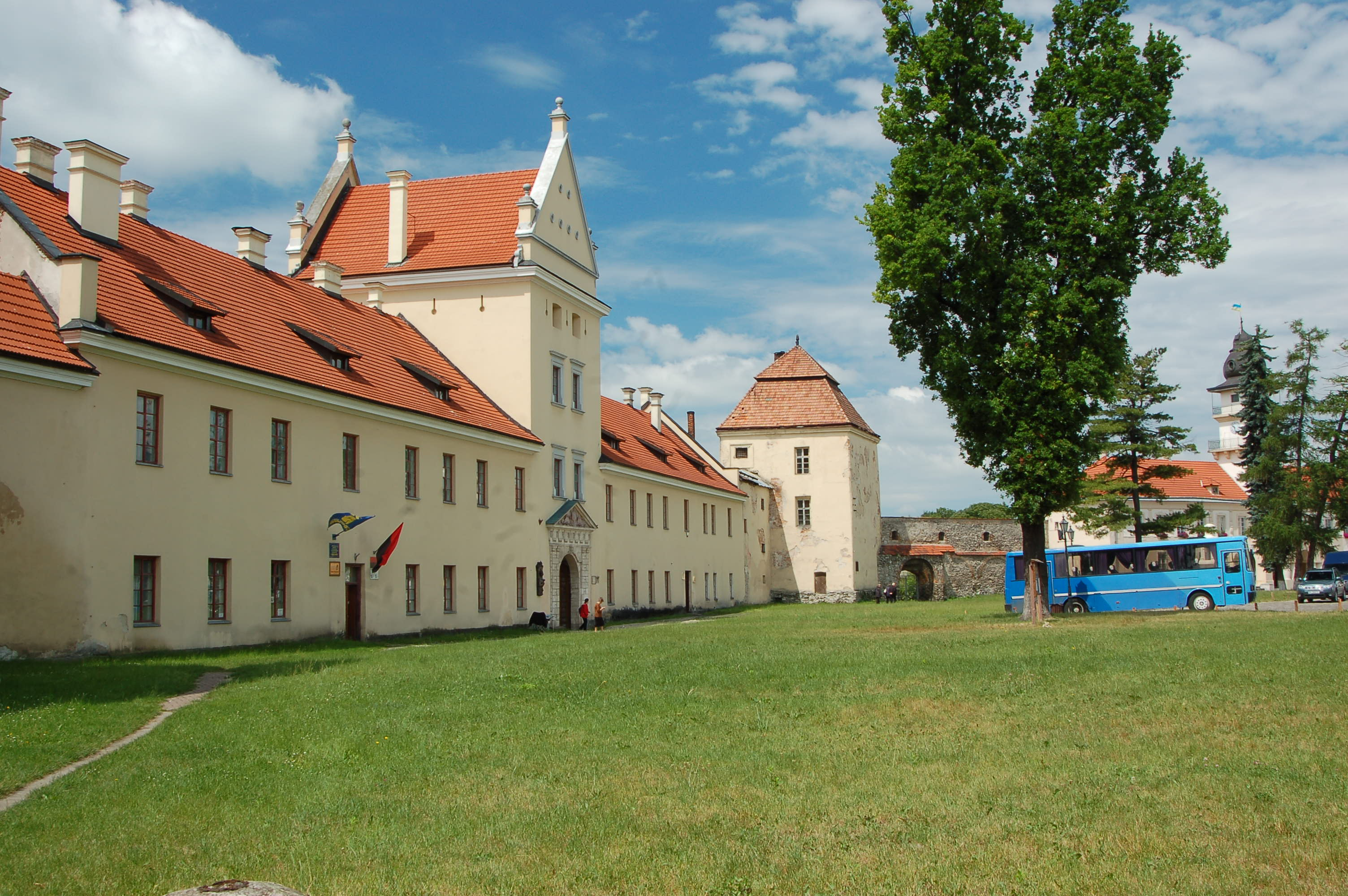
Il castello di Žovkva

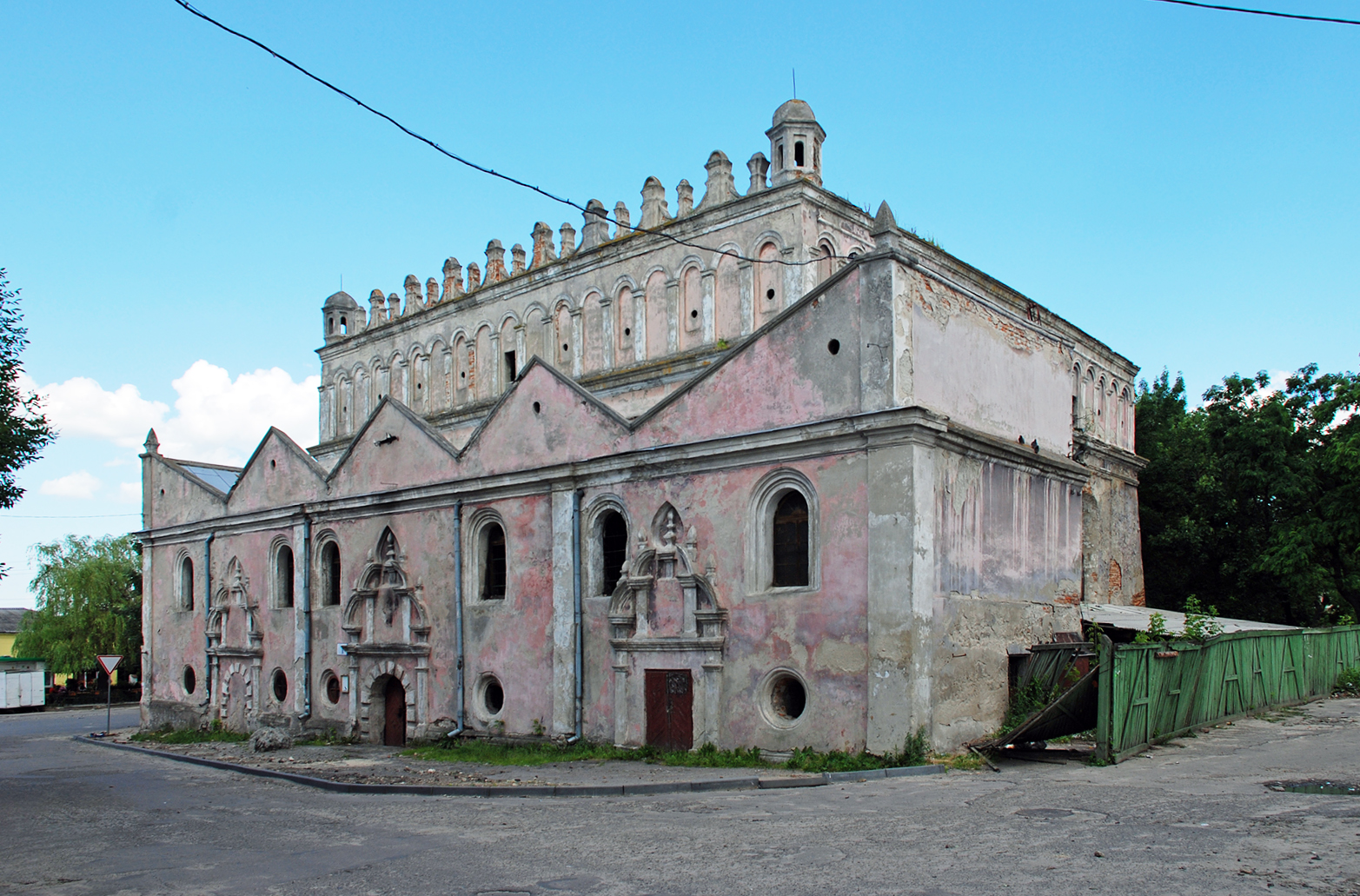
La sinagoga, ora in rovina

Tra i monumenti più rilevanti c'è la collegiata di San Lorenzo, una chiesa a cupola del XVII secolo costruita da un gruppo di architetti italiani, trasformata in magazzino durante il dominio sovietico. Dopo la dichiarazione di indipendenza ucraina l'edificio venne restaurato. 
Il centro cittadino venne dichiarato patrimonio nel 1994 e sono ancora attualmente in svolgimento opere di restauro. Il castello di Žovkva, la costruzione più ampia e antica dell'intera città, sta per essere convertito in un centro culturale e di conferenze. 
La chiesa in legno della Santa Trinità, costruita nel 1720, venne inserita nell'elenco dei patrimoni dell'umanità dell'UNESCO nel 2013 come parte del complesso Tserkvas in legno della regione dei Carpazi in Polonia e Ucraina. Le reliquie di San Partenio, martire cristiano del III secolo vennero trasferite nella chiesa del Sacro Cuore di Gesù nel 1784.
La sinagoga di Žovkva, costruita sul finire del XVII secolo sul modello della sinagoga della Rosa d'Oro di Leopoli, rappresenta uno dei principali esempi di sinagoga-fortezza della regione galiziana.

## Città senza gas
Nel 2017 Žovkva fu la prima città ucraina a non fare uso di gas per il sistema di riscaldamento cittadino. Il progetto è stato interamente finanziato dalla Comunità Europea per eliminare completamente il gas e fare uso di legname.